# Římskokatolická farnost Milevsko
Římskokatolická farnost Milevsko je územním společenstvím římských katolíků v rámci píseckého vikariátu českobudějovické diecéze.

## O farnosti

### Historie
Kolem roku 1187 byl v Milevsku založen klášter, kam byli uvedeni premonstráti, pozvaní ze Želivi. Prvním opatem byl Jarloch, kronikář - jeden z Kosmových pokračovatelů. Farnost v Milevsku byla zřízena v roce 1786 a v roce 1805 byla povýšena na děkanství. Premonstráti obstarávali místní duchovní správu až do roku 1950. Do Milevska se navrátili až po roce 1989, kdy zde zřídili řeholní dům, podřízený pražskému Strahovu. Počátkem 90. let 20. století zde navíc krátký čas fungoval noviciát pro strahovskou premonstrátskou kanonii.

### Současnost
V milevském klášteře sídlí malá premonstrátská komunita, která zde obstarává duchovní správu. Její členové navíc spravují okolní farnosti Sepekov, Bernartice, Chyšky, Klučenice, Kovářov, Květov, Lašovice a Veselíčko.
| Kostel                        | Místo    | Bohoslužba                  | Bohoslužba             | Poznámka         |
| ----------------------------- | -------- | --------------------------- | ---------------------- | ---------------- |
| Kostel sv. Bartoloměje        | Milevsko | úterý středa čtvrtek sobota | 17.00 8.00 17.00       | farní kostel     |
| Kostel Navštívení Panny Marie | Milevsko | neděle pátek                | 8.00                   | klášterní kostel |
| Kostel sv. Jiljí              | Milevsko | neslouží se pravidelně      | neslouží se pravidelně | filiální kostel  |